# Ukrajinská hřivna
Ukrajinská hřivna (ukrajinsky гривня, hryvňa; [ˈɦrɪu̯nʲɑ]IPA) je od roku 1996 zákonným platidlem východoevropského státu Ukrajina se zkratkou грн a symbolem ₴, mezinárodně v ISO 4217 UAH. Jedna hřivna je tvořena 100 kopijkami (uk. копійка / kopijka). Hřivna nahradila dočasnou měnu karbovanec a její název má původ v historických platidlech na území Ukrajiny.

## Název a historické užití
Slovo hřivna souvisí s „hříva“ a označovalo původně kovové nákrčníky užívané jako platidla, později i jiné formy platidel. Na Kyjevské Rusi se od 11. století užívala v podobném významu jako libra, tedy jako váhová jednotka vzácných kovů a zároveň měnová jednotka určeného počtu mincí, které se vyrazily z jedné hřivny.
Jako moderní měna byla hřivna porve zavedena od 1. března 1918 v Ukrajinské lidové republice. Bankovky navrhl Heorhij Narbut a platily 2 hřivny = 1 karbovanec. Po poražení ukrajinského boje za nezávislost byla národní měna zrušena a nahrazena sovětským rublem.

## Novodobá hřivna
Novodobá hřivna se do oběhu dostala 2. září 1996, kdy nahradila předešlou měnu – ukrajinský karbovanec (lidové „kupón“) – která byla dočasnou měnou v období přechodu ze sovětského rublu na ukrajinskou hřivnu (1992–1996). Hřivna vycházela z karbovance v poměru 100 000 karbovanců = 1 hřivna. Karbovanec byl zaveden proto, aby překlenul období hyperinflace a aby nová ukrajinská měna tento problém už neměla. Hned v roce 1992 začaly přípravy na zavedení hřivny – v Kanadě byly vytištěny první série bankovek, které až do roku 1996 čekaly na své použití. Tehdejší prezident Ukrajiny podepsal 25. srpna 1996 zákon o zavedení hřivny do oběhu. Karbovanec a hřivna souběžně platily mezi 2. zářím a 16. zářím, od 17. září byla jedinou platnou měnou hřivna a karbovanec přestal existovat. 
Ukrajinská národní banka již 15. července 2003 začala stahovat z oběhu 1. sérii bankovek, 28. června 2004 2. sérii bankovek a také od 1. května 2019 mince 1, 2, 5 a 25 kopijok. I když od 1. října 2019 mince 1, 2, 5 a 25 (od 1. května 2020) kopijok nejsou platidlem pro směnu hotovosti, stálé zůstávají zákonným platidlem na Ukrajině.

## Mince
Mince ukrajinské hřivny (hryvni) mají hodnoty 10, 25 a 50 kopijok a dále 1, 2, 5 a 10 hřiven.
|  |  | 10 kopijok | 16,3 mm | Státní znak Ukrajiny, rok ražby | 1. září 2014      |
|  |  | 50 kopijok | 23,0 mm | Státní znak Ukrajiny, rok ražby | 2. září 1996      |
|  |  | 1 hřivna   | 18,9 mm | Vladimír I.                     | 27. dubna 2018    |
|  |  | 2 hřivny   | 20,2 mm | Jaroslav I. Moudrý              | 27. dubna 2018    |
|  |  | 5 hřiven   | 22,1 mm | Bohdan Chmelnický               | 20. prosince 2019 |
|  |  | 10 hřiven  | 23,5 mm | Ivan Mazepa                     | 3. června 2020    |

## Bankovky

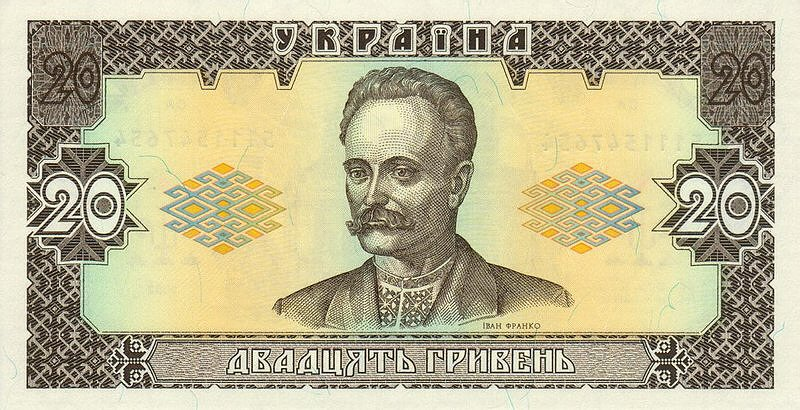
20 hřiven, rok 1992

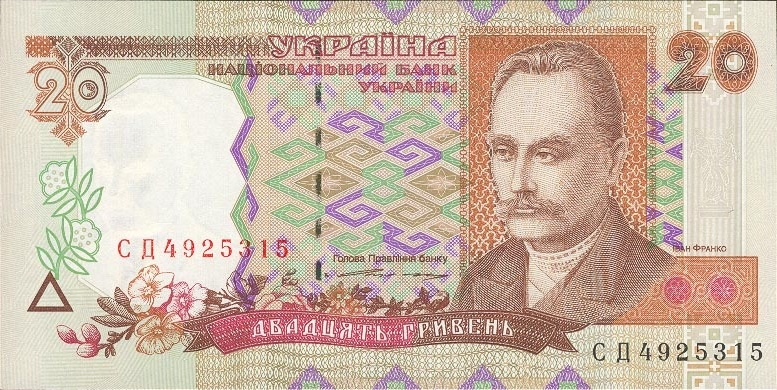
20 hřiven, rok 1995

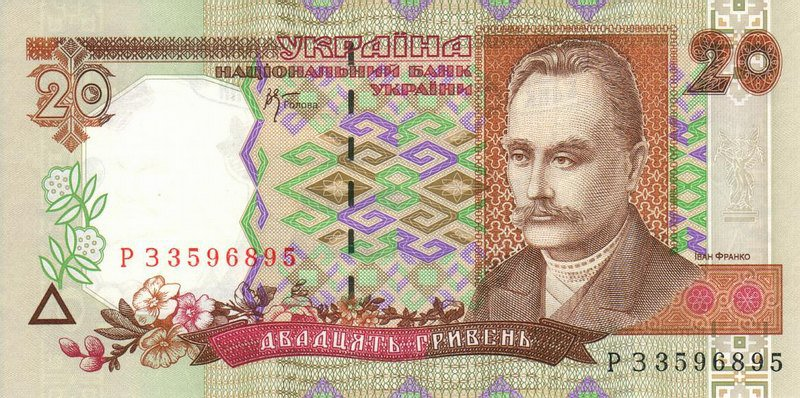
20 hřiven, rok 2000

20 hřiven, rok 2003

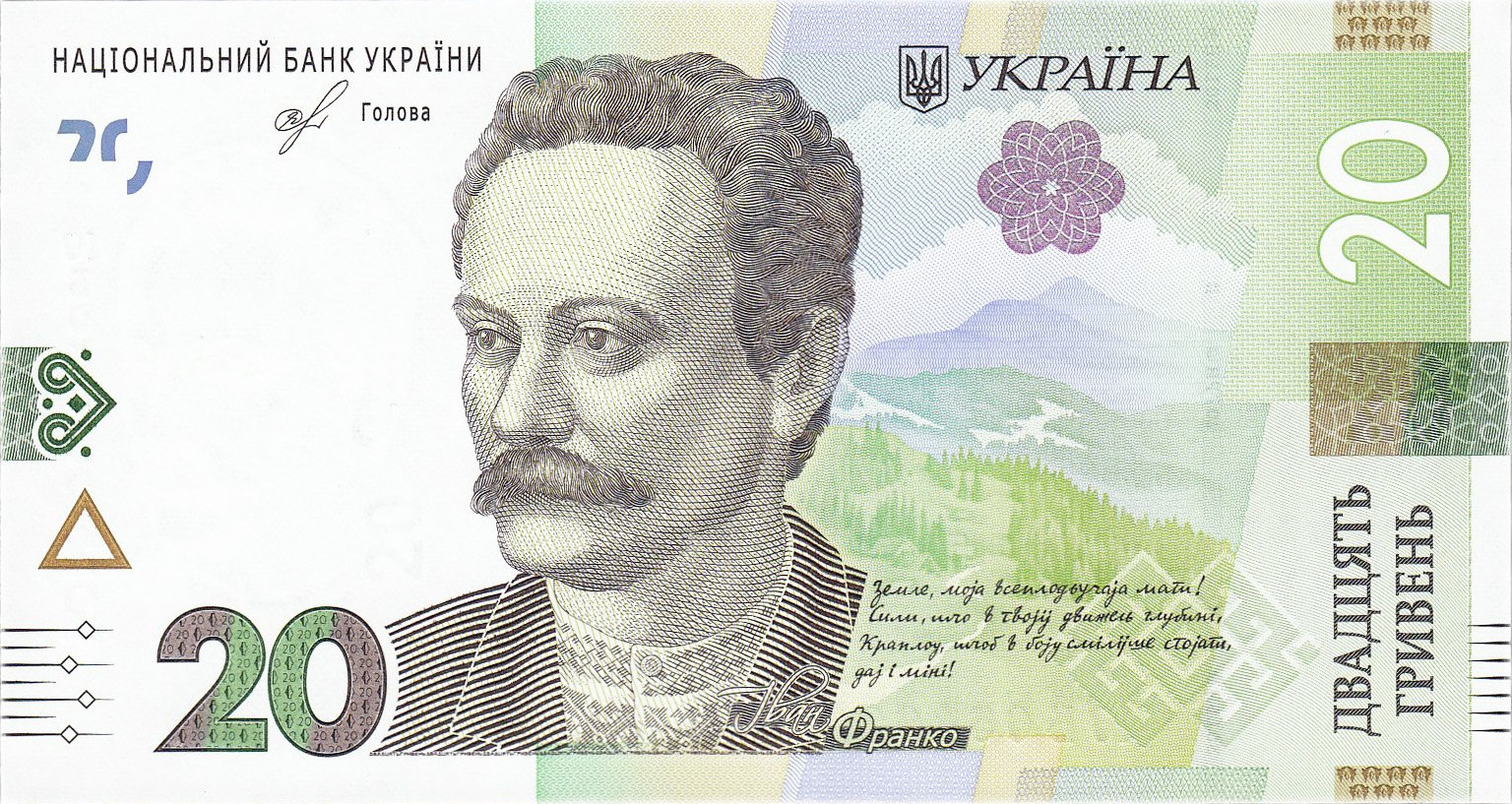
20 hřiven, rok 2018

Bankovky v oběhu mají hodnoty 1, 2, 5, 10, 20, 50, 100, 200, 500 a 1000 hřiven.
- První série, která vnikla do oběhu v roce 1996, zahrnovala bankovky o hodnotách 1, 2, 5, 10, 20, 50 a 100 hřiven.
- Druhá série (od roku 1997) obsahovala i dvousethřivnovou bankovku.
- Třetí série (od roku 2004) zahrnuje všechny předešlé hodnoty a nově i bankovku 500 hřiven.
- Čtvrtá série (od roku 2018) zahrnuje bankovky o hodnotách 20, 50, 100, 200, 500 hřiven a nově také bankovku o hodnotě 1000 hřiven. Bankovky o hodnotách 1, 2, 5 a 10 hřiven zůstávají nadále platné.

| Bankovky 3. série | Bankovky 3. série | Bankovky 3. série | Bankovky 3. série | Bankovky 3. série | Bankovky 3. série       | Bankovky 3. série | Bankovky 3. série |
| Vyobrazení        | Vyobrazení        | Hodnota           | Rozměry           | Barva             | Motiv na aversní straně | Uvedení do oběhu  |                   |
| Avers             | Revers            | Hodnota           | Rozměry           | Barva             | Motiv na aversní straně | Uvedení do oběhu  |                   |
| ----------------- | ----------------- | ----------------- | ----------------- | ----------------- | ----------------------- | ----------------- | ----------------- |
|                   |                   | 1 hřivna          | 118 × 63 mm       | šedozelená        | Vladimír Veliký         | 1. prosince 2004  |                   |
|                   |                   | 1 hřivna          | 118 × 63 mm       | žlutá a modrá     | Vladimír Veliký         | 22. května 2006   |                   |
|                   |                   | 2 hřivny          | 118 × 63 mm       | hnědá             | Jaroslav Moudrý         | 28. září 2004     |                   |
|                   |                   | 5 hřiven          | 118 × 63 mm       | modrá             | Bohdan Chmelnický       | 14. června 2004   |                   |
|                   |                   | 10 hřiven         | 124 × 66 mm       | červeno-hnědá     | Ivan Mazepa             | 1. listopadu 2004 |                   |
|                   |                   | 10 hřiven         | 124 × 66 mm       | červená           | Ivan Mazepa             | 4. srpna 2006     |                   |
|                   |                   | 20 hřiven         | 130 × 69 mm       | zelená            | Ivan Franko             | 1. prosince 2003  |                   |
|                   |                   | 50 hřiven         | 136 x 72 mm       | fialová           | Mychajlo Hruševskyj     | 29. března 2004   |                   |
|                   |                   | 100 hřiven        | 142 x 75 mm       | žluto-červená     | Taras Ševčenko          | 20. února 2006    |                   |
|                   |                   | 200 hřiven        | 148 × 75 mm       | růžovo-červená    | Lesja Ukrajinka         | 28. května 2007   |                   |
|                   |                   | 500 hřiven        | 154 × 75 mm       | hnědo-oranžová    | Hryhorij Skovoroda      | 15. září 2006     |                   |

| Bankovky 4. série | Bankovky 4. série | Bankovky 4. série | Bankovky 4. série | Bankovky 4. série | Bankovky 4. série       | Bankovky 4. série | Bankovky 4. série |
| Vyobrazení        | Vyobrazení        | Hodnota           | Rozměry           | Barva             | Motiv na aversní straně | Uvedení do oběhu  |                   |
| Avers             | Revers            | Hodnota           | Rozměry           | Barva             | Motiv na aversní straně | Uvedení do oběhu  |                   |
| ----------------- | ----------------- | ----------------- | ----------------- | ----------------- | ----------------------- | ----------------- | ----------------- |
|                   |                   | 20 hřiven         | 130 × 69 mm       | zelená            | Ivan Franko             | 25. září 2018     |                   |
|                   |                   | 50 hřiven         | 136 × 72 mm       | fialová           | Mychajlo Hruševskyj     | 20. prosince 2019 |                   |
|                   |                   | 100 hřiven        | 142 × 75 mm       | žluto-olivová     | Taras Ševčenko          | 9. března 2015    |                   |
|                   |                   | 200 hřiven        | 154 × 75 mm       | růžovo-červená    | Lesja Ukrajinka         | 25. února 2020    |                   |
|                   |                   | 500 hřiven        | 154 × 75 mm       | béžovo-oranžová   | Hryhorij Skovoroda      | 11. dubna 2016    |                   |
|                   |                   | 1000 hřiven       | 160 x 75 mm       | blankytná         | Volodymyr Vernadskyj    | 25. října 2019    |                   |

| Výroční a pamětní bankovky | Výroční a pamětní bankovky | Výroční a pamětní bankovky | Výroční a pamětní bankovky | Výroční a pamětní bankovky | Výroční a pamětní bankovky                                                | Výroční a pamětní bankovky | Výroční a pamětní bankovky |
| Vyobrazení                 | Vyobrazení                 | Hodnota                    | Rozměry                    | Barva                      | Motiv na aversní straně                                                   | Uvedení do oběhu           |                            |
| Avers                      | Revers                     | Hodnota                    | Rozměry                    | Barva                      | Motiv na aversní straně                                                   | Uvedení do oběhu           |                            |
| -------------------------- | -------------------------- | -------------------------- | -------------------------- | -------------------------- | ------------------------------------------------------------------------- | -------------------------- | -------------------------- |
|                            |                            | 20 hřiven (pamětní)        | 130 × 69 mm                | zelená                     | Ivan Franko s nápisem "160 let od narození"                               | 1. září 2016               |                            |
|                            |                            | 20 hřiven (výroční)        | 130 × 69 mm                | zelená                     | Ivan Franko se stylovým přetiskem "30 let nezávislosti Ukrajiny"          | 19. listopadu 2021         |                            |
|                            |                            | 50 hřiven (pamětní)        | 136 × 72 mm                | fialová                    | Mychajlo Hruševskyj se stylovým nápisem "20 let NBU"                      | 5. října 2011              |                            |
|                            |                            | 50 hřiven (výroční)        | 136 × 72 mm                | fialová                    | Mychajlo Hruševskyj se stylovým přetiskem "30 let nezávislosti Ukrajiny"  | 22. prosince 2021          |                            |
|                            |                            | 100 hřiven (výroční)       | 142 × 75 mm                | žluto-olivová              | Taras Ševčenko se stylovým přetiskem "30 let nezávislosti Ukrajiny"       | 20. srpna 2021             |                            |
|                            |                            | 200 hřiven (výroční)       | 148 × 75 mm                | růžová                     | Lesja Ukrajinka se stylovým přetiskem "30 let nezávislosti Ukrajiny"      | 19. listopadu 2021         |                            |
|                            |                            | 500 hřiven (výroční)       | 154 × 75 mm                | béžová                     | Hryhorij Skovoroda se stylovým přetiskem "30 let nezávislosti Ukrajiny"   | 20. srpna 2021             |                            |
|                            |                            | 1000 hřiven (výroční)      | 160 x 75 mm                | blankytná                  | Volodymyr Vernadskyj se stylovým přetiskem "30 let nezávislosti Ukrajiny" | 22. prosince 2021          |                            |